# Place Liedts
Pour les articles homonymes, voir Liedts.
La place Liedts (en néerlandais : Liedtsplein) est une place bruxelloise de la commune de Schaerbeek, située sur la rue des Palais.
La rue Vandeweyer, la rue de Locht, la rue Gallait, l'avenue de la Reine, la rue Liedts, la rue de Brabant, la rue Verte et la rue Brichaut y aboutissent également.
La numérotation des habitations va de 1 à 40 et commence rue Vandeweyer.
Cette place porte le nom d'un homme politique belge, le baron Charles Liedts, né à Audenarde le 2 décembre 1802 et mort à Bruxelles le 21 mars 1878.

## Transport public
Une future station de métro portera le nom de la place. Les travaux devraient commencer en 2018.

## Adresse notable
- no ? : l'artiste-peintre Louis Artan de Saint-Martin y a habité